# Un rayo de sol
«Un rayo de sol» es el título de una canción grabada por el grupo español Los Diablos, incluida en su LP homónimo, que terminó por convertirse en el mayor éxito de la agrupación.
Originalmente fue compuesta por Daniel Vangarde y Claude Carrère con el título "Fernando"; la primera versión la graba en 1969 la cantante Sheila, en 1970 también la graba Albert Band con el título "Un rayo de sol" y en 1971 (esta vez titulada "Dancing in the Sun") el grupo Daniel and the Lions Den (con ritmo reggae).
Amado Jaén, bajista y compositor habitual de Los Diablos, adaptó la canción, escribiendo una nueva letra en español para convertirla en «Un rayo de sol».

## Descripción
Es una canción de pop ligero y ambientación veraniega, la cual se trata de una declaración de amor a la mujer deseada. 
La adaptación española la publicaron la banda Los Diablos como sencillo del LP del mismo nombre en 1970, llegando a vender 450.000 copias y terminó catapultando a esta banda a la fama, convirtiéndose en la canción del verano de ese año.
El tema permaneció en las listas durante un total de 28 semanas y alcanzó el puesto número uno de la lista de Los 40 Principales el 30 de mayo de 1970 manteniéndose en esa posición durante 15 semanas consecutivas.

## Versiones

### En español
- Cantada por el grupo español Albert Band (1970).
- Cantada por el grupo español La Pandilla (1970).
- Versionada por el grupo musical infantil Parchís (1981).
- La Década Prodigiosa la incluyó como uno de sus cortes de su primer LP recopilatorio (1985).

### En inglés
- El dúo francés de música disco Ottawan incluyó una versión en inglés de esta pieza, titulada «Shalalala Song», la cual se encuentra en su primer LP titulado D.I.S.C.O. (1980).
- El grupo jamaicano Daniel and The Lions Den la grabó en 1971 en inglés a ritmo de reggae.

### En francés
- El original fue grabado por la cantante Sheila en 1969.

### En portugués
- Interpretada por el grupo infantil brasileño A Turma do Balão Mágico para su cuarto y penúltimo álbum grabado en 1985 titulado: "Um Raio de Sol".